# 瑪瑙
玛瑙是石英的一种隐晶质变体，其特征是质地细腻且色彩鲜艳。尽管玛瑙在各种岩石中均有出现，它通常被认为和喷出岩共生，且在变质岩中常见。

## 名称
其在欧洲语言中的名称 Agate 来自于古希腊哲学家、自然学家泰奥弗拉斯托斯，因为他在公元前4世纪至前3世纪左右在位于意大利西西里岛的Achates河（现名迪里洛河）河岸发现了玛瑙。人们早在3000多年以前就在那里采集各种颜色的玛瑙和玉髓。
其现在的中文名称来自《佛经》，在中文又称文石、马脑、琼玉、赤玉等。

## 性质

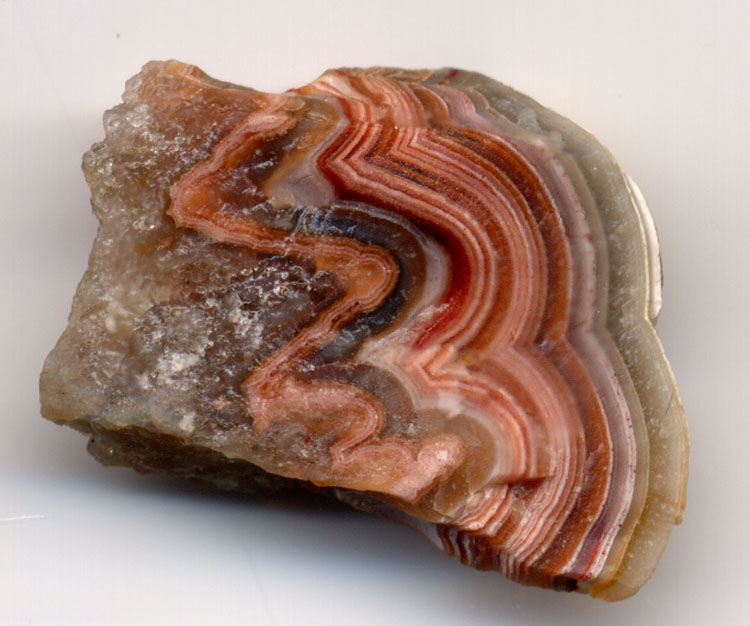
有条带状纹理的玛瑙（玛瑙状缟玛瑙）。

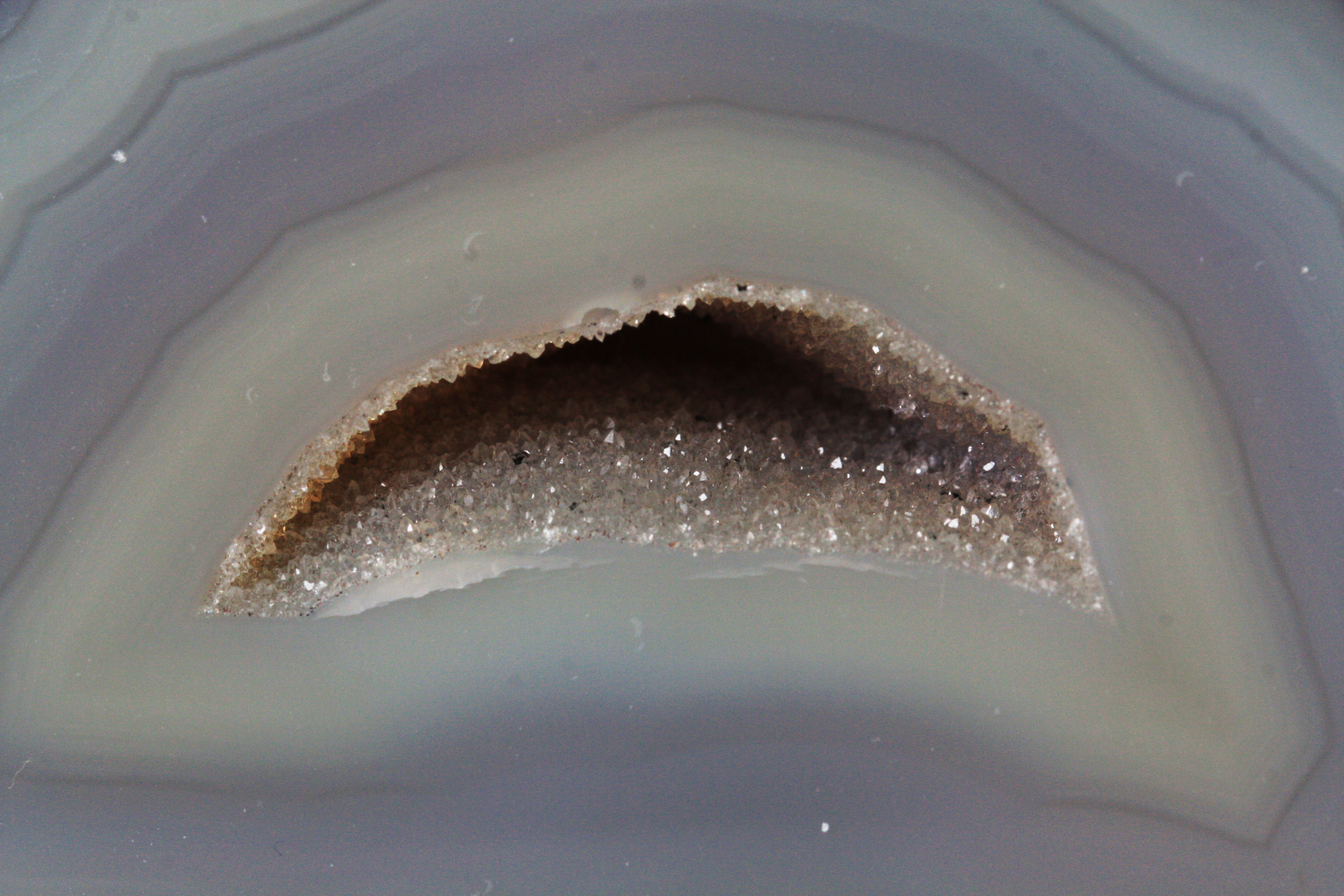
中空的玛瑙，内部有细小的石英晶簇。

大部分的玛瑙都以喷出岩或远古熔岩中的结核的形式存在，由最初的熔融物里挥发成份所形成的空腔被矽酸鹽成分沿壁一层一层凝结填充所形成。玛瑙也会填充喷出岩或蚀变岩被花岗岩侵入所产生的空腔。这种玛瑙被横向切开时，会显现一系列通常极细的平行线状纹理，产生条带状色彩的外观。这种玛瑙被称作带状玛瑙。
在一般的玛瑙的形成过程中，含有二氧化矽的水（有可能为熔岩本身中的矽酸鹽成分分解所产生）有可能会穿过岩石外层渗入其中，在空腔内部形成一层矽酸鹽壳。这种溶液的成分和沉积条件的变化会影响玛瑙的层状结构，所以条带状玉髓经常和石英晶体层交替出现。熔融的岩石中的蒸气空腔有可能会结合，形成更大的空腔，产生体积相当大的玛瑙。1902 年杜塞尔多夫工业工艺展览会上展出了一块巴西出产的重达 35 吨的紫水晶晶洞。
最早在空腔表面沉积并形成玛瑙外表面层的通常是暗绿色的矿物质，类似于铝绿鳞石或铁叶绿泥石。这些矿物质富含铁，可能是从外部喷出岩里的普通辉石成分分解后演变而来。这些绿色的硅酸盐可能会会转变为棕色的氧化铁（褐铁矿），在玛瑙外表产生铁锈样的外观。去除天然外表包裹物后的玛瑙表面通常凹凸不平，非常粗糙。
很多玛瑙都是空心的，因为沉积作用并没有完全填满空腔，这种玛瑙中的空腔里通常有细小的石英晶簇（有时是紫水晶），晶体尖端指向玛瑙内部的空腔。
当形成玛瑙的母体破碎分解后，玛瑙就被释放出来。这些玛瑙非常稳定，对自然条件耐受性极强，最后在土壤中以鹅卵石形式或在水流和海岸边以砾石的形式存在。

## 历史
玛瑙是最常用来雕刻的矿物，在很多古代遗迹中都有发现，说明其在全世界的普遍应用。例如，位于克里特克诺索斯的米诺斯文明以及中发现了玛瑙，说明在了它在青铜时代的应用。

## 健康问题
在印度和中国，有报道显示玛瑙加工业的工人的硅肺和结核的发病率比普通人要高。

## 图集

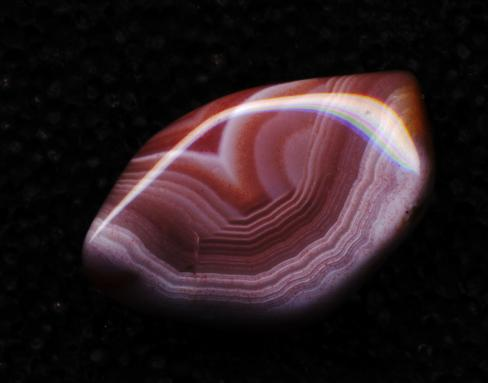
墨西哥奇瓦瓦州出产的玛瑙。
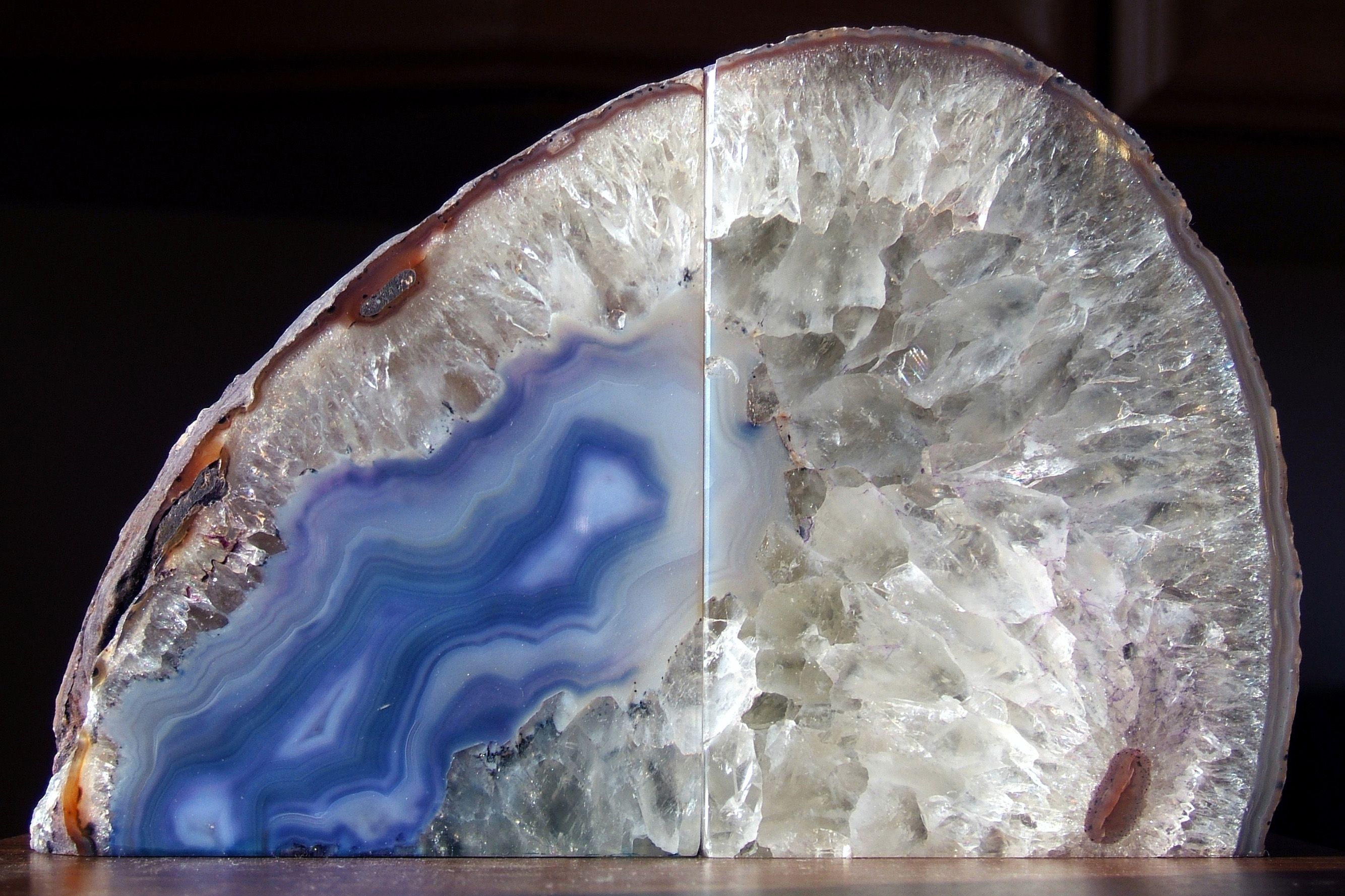
切成两半用作镇纸的玛瑙。
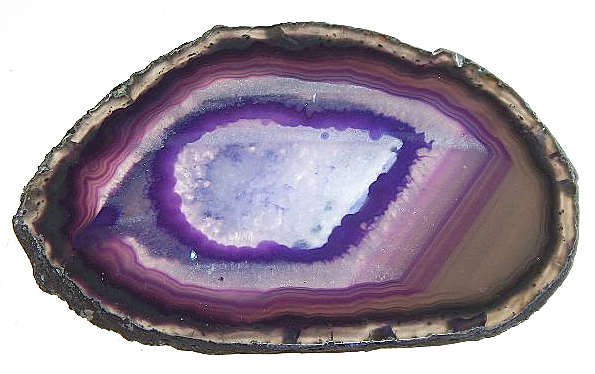
巴西出产的玛瑙。
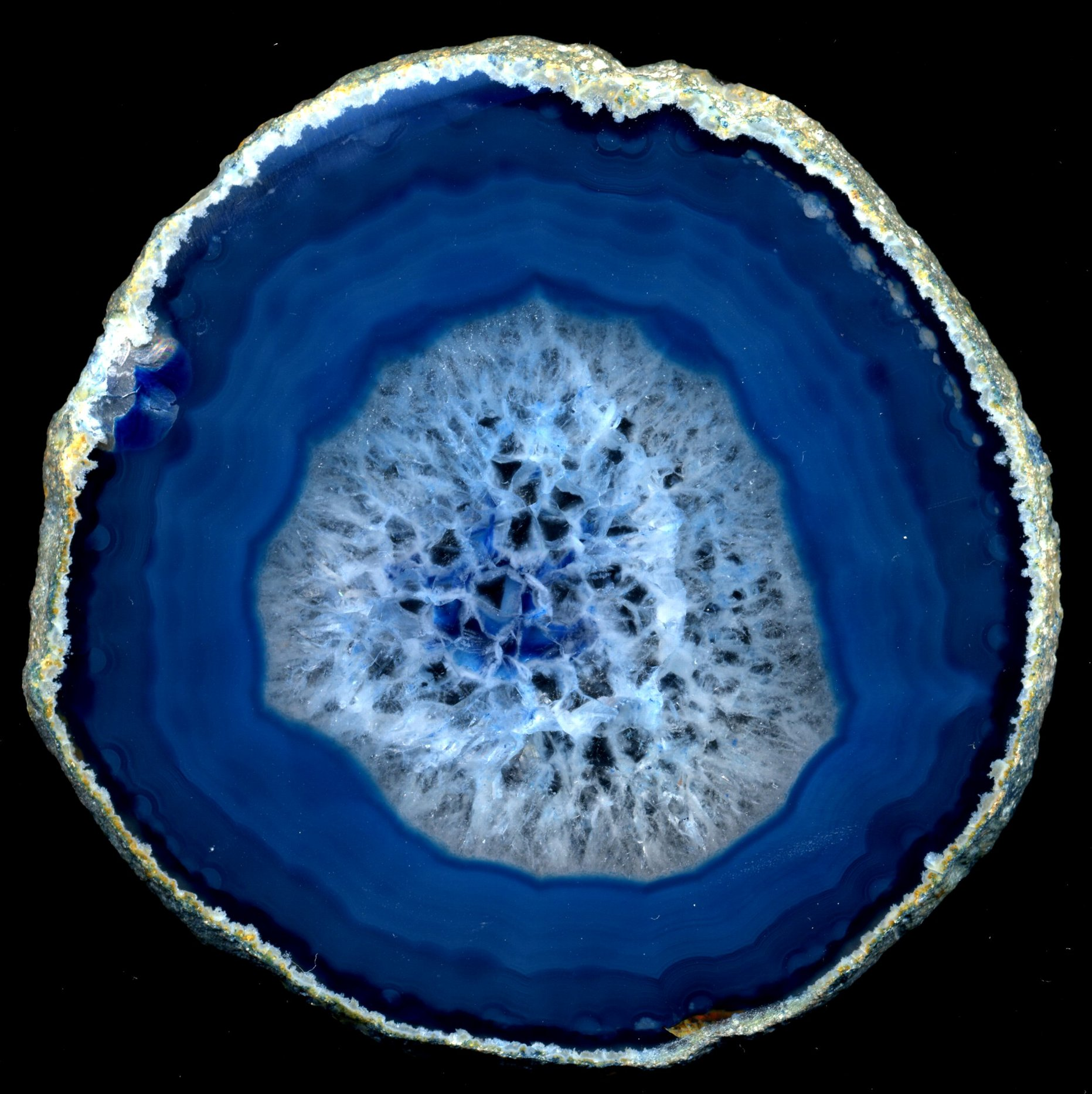
玛瑙切片。
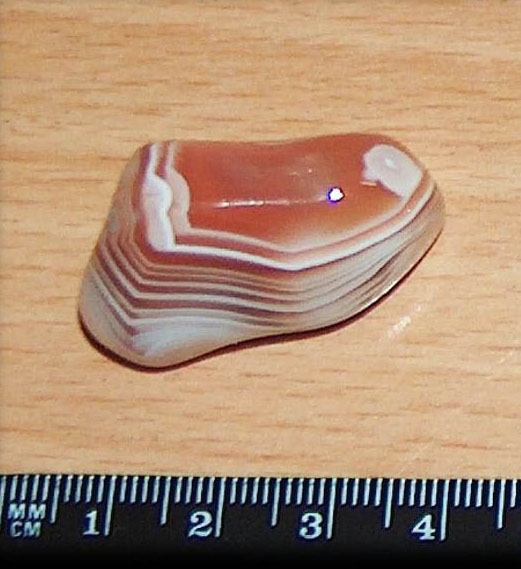
磨圆的玛瑙。
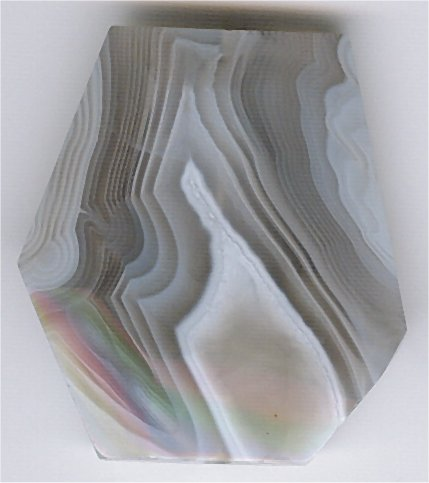
博茨瓦纳出产的玛瑙。

### 書籍
- 本条目包含来自公有领域出版物的文本: Chisholm, Hugh (编). .  (第11版). London: Cambridge University Press. 1911.

## 延伸阅读
[在维基数据编辑]
 《欽定古今圖書集成·經濟彙編·食貨典·瑪瑙部》，出自陈梦雷《古今圖書集成》